# Vladimir Roslik
Vladimir Roslik Bichkov (San Javier, 1943 - Fray Bentos, 1984) fou un metge uruguaià fill de pares russos.
L'any 1962 va anar a Moscou, on va ingressar a la facultat de medicina de la Universitat d'Amistat de Pobles de la Universitat Patrice Lumumba. Va tornar a l'Uruguai el 1969, on va exerrcir com a metge. El 16 d'abril de 1984 va ser empresonat, torturat i assassinat pels militars. Va ser l'últim caigut de la dictadura militar de l'Uruguai (1973-1985), pocs mesos abans del règim democràtic.